# Театральная Беларусь
«Театральная Беларусь» (бел. «Тэатральная Беларусь») — двухтомная энциклопедия, первый в истории белорусского народа отраслевой справочник о театральном искусстве. Издана в 2002—2003 годах в Минске издательством «Беларуская Энцыклапедыя» имени П. Бровки.
Включает более 2 тысяч статей, посвящённых народному, профессиональному, любительскому театральному искусству, его жанром и формам, актёрскому искусству, режиссуре, драматургии, сценографии, научно-исследовательской работе в области театра. Освещаются театральная жизнь городов, творчество отдельных театров, приведены их хронологические репертуарные списки. Отдельные статьи посвящены наиболее значимым постановкам пьес, опер, балетов, оперетт.
В издании значительное место отведено биографическим статьям актёров, режиссеров, драматургов, композиторов, дирижеров. Приведена наиболее применяемая театральная терминология, а также помещены статьи по изобразительному искусству, литературе, фольклоре, печати, радио, телевидении и др., которые имеют отношения к театральному искусству.
В издании 1,4 тыс. черно-белых и цветных иллюстраций.